# Australian Touring Car Championship 1997
Sezon 1997 w Australian Touring Car Championship był 38. sezonem Australijskich Mistrzostw Samochodów Turystycznych i jednocześnie 5. po wprowadzeniu formuły V8 Supercars. Rozpoczął się on 15 marca na torze Calder Park Raceway a zakończył 3 sierpnia wyścigami na torze Oran Park Raceway.
Sezon składał się z dziesięciu rund po trzy wyścigi. Tytuł mistrzowski zdobył po raz drugi w karierze Glenn Seton, a wicemistrzem został John Bowe.

## Lista startowa
| Zespół                                           | Samochód                                | Nr | Kierowcy                     |
| ------------------------------------------------ | --------------------------------------- | -- | ---------------------------- |
| Gibson Motor Sport                               | Holden VS Commodore                     | 2  | Mark Skaife                  |
| Gibson Motor Sport                               | Holden VS Commodore                     | 45 | Darren Hossack               |
| Lansvale Racing Team                             | Holden VS Commodore                     | 3  | Trevor Ashby                 |
| Lansvale Racing Team                             | Holden VS Commodore                     | 6  | Steve Reed                   |
| Holden Racing Team                               | Holden VS Commodore                     | 05 | Peter Brock                  |
| Holden Racing Team                               | Holden VS Commodore                     | 15 | Greg Murphy                  |
| Holden Racing Team                               | Holden VS Commodore                     | 97 | Stephen White                |
| Wayne Gardner Racing                             | Holden VS Commodore                     | 7  | Wayne Gardner                |
| Perkins Engineering (Castrol Perkins Motorsport) | Holden VS Commodore                     | 8  | Russell Ingall               |
| Perkins Engineering (Castrol Perkins Motorsport) | Holden VS Commodore                     | 11 | Larry Perkins                |
| Perkins Engineering (Castrol Perkins Motorsport) | Holden VS Commodore                     | 16 | Melinda Price                |
| Perkins Engineering (Castrol Perkins Motorsport) | Holden VS Commodore                     | 19 | Kerryn Brewer                |
| Alan Jones Racing                                | Ford EL Falcon                          | 9  | Alan Jones                   |
| Larkham Motor Sport                              | Ford EL Falcon                          | 10 | Mark Larkham                 |
| Malcolm Stenniken                                | Holden VR Commodore                     | 14 | Malcolm Stenniken            |
| Dick Johnson Racing                              | Ford EL Falcon                          | 17 | Dick Johnson                 |
| Dick Johnson Racing                              | Ford EL Falcon                          | 18 | John Bowe                    |
| Palmer Promotions                                | Holden VS Commodore                     | 20 | Ian Palmer                   |
| Colourscan Motorsport                            | Ford EF Falcon Ford EL Falcon           | 22 | Danny Osborne                |
| Ray Hislop                                       | Ford EF Falcon                          | 23 | Ray Hislop                   |
| Romano Racing                                    | Holden VS Commodore                     | 24 | Paul Romano                  |
| Tony Longhurst Racing                            | Ford EL Falcon                          | 25 | Tony Longhurst               |
| Tony Longhurst Racing                            | Ford EL Falcon                          | 52 | Steven Ellery                |
| M3 Motorsport                                    | Holden VP Commodore                     | 26 | Peter Doulman John Cotter    |
| Terry Finnigan                                   | Holden VS Commodore                     | 27 | Terry Finnigan               |
| Glenn Seton Racing (Ford Credit Racing)          | Ford EL Falcon                          | 30 | Glenn Seton                  |
| Phil Johnson                                     | Holden VS Commodore                     | 31 | Grant Johnson                |
| West Coast Racing                                | Ford EL Falcon                          | 32 | Allan McCarthy               |
| West Coast Racing                                | Ford EL Falcon                          | 35 | Claude Giorgi                |
| Pro-Duct Racing                                  | Holden VS Commodore                     | 33 | Bob Pearson                  |
| Garry Rogers Motorsport                          | Holden VR Commodore                     | 34 | Steven Richards Jason Bright |
| Schembri Motorsport                              | Holden VR Commodore Holden VS Commodore | 36 | Neil Schembri                |
| James Rosenberg Racing                           | Holden VS Commodore                     | 38 | Mark Poole                   |
| Challenge Motorsport                             | Holden VS Commodore                     | 39 | Chris Smerdon                |
| Michael Hart                                     | Holden VR Commodore                     | 40 | Michael Hart                 |
| Michael Hart                                     | Holden VR Commodore                     | 42 | Peter Lawrence               |
| Gary Willmington Performance                     | Ford EB Falcon                          | 41 | Garry Willmington            |
| Wynn's Racing                                    | Holden VR Commodore                     | 45 | Darren Hossack               |
| John Faulkner Racing                             | Holden VS Commodore                     | 46 | John Faulkner                |
| Daily Planet Racing                              | Holden VS Commodore                     | 47 | John Trimbole                |
| Alcair Racing                                    | Holden VS Commodore                     | 49 | Greg Crick Steven Johnson    |
| Truckie Parsons                                  | Holden VS Commodore                     | 55 | David "Truckie" Parsons      |
| Novacastrian Motorsport                          | Holden VP Commodore                     | 62 | Wayne Russell                |
| Briggs Motor Sport                               | Ford EF Falcon                          | 70 | John Briggs                  |
| PACE Racing                                      | Holden VS Commodore                     | 74 | Kevin Heffernan              |
| V8Racing                                         | Holden VP Commodore                     | 77 | Richard Mork                 |
| Cadillac Productions                             | Holden VP Commodore Ford EB Falcon      | 79 | Mike Conway                  |
| Don Pulver                                       | Holden VP Commodore                     | 88 | Don Pulver                   |
| Geoff Kendrick                                   | Holden VS Commodore                     | 92 | Geoff Kendrick               |
| Shaun Walker                                     | Holden VS Commodore                     | 99 | Shaun Walker                 |

## Kalendarz
| Runda | Tor                               | Data           | Zwycięzca      | Zwycięzca    | Zwycięzca  | Zwycięzca  | Zwycięzca  | Zwycięzca            |
| Runda | Tor                               | Data           | rundy          | kwalifikacji | wyścigu 1  | wyścigu 2  | wyścigu 3  | Zespół               |
| ----- | --------------------------------- | -------------- | -------------- | ------------ | ---------- | ---------- | ---------- | -------------------- |
| 1     | Calder Park Raceway               | 13-15 marca    | Wayne Gardner  | G. Murphy    | G. Murphy  | W. Gardner | G. Seton   | Wayne Gardner Racing |
| 2     | Phillip Island Grand Prix Circuit | 11-13 kwietnia | Russell Ingall | G. Seton     | G. Seton   | R. Ingall  | L. Perkins | Perkins Engineering  |
| 3     | Sandown International Raceway     | 25-27 kwietnia | Glenn Seton    | G. Murphy    | G. Seton   | G. Seton   | G. Seton   | Glenn Seton Racing   |
| 4     | Symmons Plains Raceway            | 2-4 maja       | Greg Murphy    | P. Brock     | P. Brock   | G. Murphy  | G. Murphy  | Holden Racing Team   |
| 5     | Winton Motor Raceway              | 16-18 maja     | Russell Ingall | L. Perkins   | L. Perkins | R. Ingall  | R. Ingall  | Perkins Engineering  |
| 6     | Eastern Creek Raceway             | 23–25 maja     | Glenn Seton    | G. Seton     | G. Seton   | G. Seton   | G. Seton   | Glenn Seton Racing   |
| 7     | Lakeside International Raceway    | 13-15 czerwca  | John Bowe      | J. Bowe      | G. Seton   | J. Bowe    | R. Ingall  | Dick Johnson Racing  |
| 8     | Barbagallo Raceway                | 4-6 lipca      | Peter Brock    | G. Murphy    | L. Perkins | J. Bowe    | G. Murphy  | Holden Racing Team   |
| 9     | Mallala Motor Sport Park          | 11-13 lipca    | Greg Murphy    | G. Murphy    | G. Murphy  | G. Murphy  | L. Perkins | Holden Racing Team   |
| 10    | Oran Park Raceway                 | 1-3 sierpnia   | Greg Murphy    | P. Brock     | P. Brock   | A. Jones   | G. Seton   | Holden Racing Team   |

### Wyniki i klasyfikacja
| Miejsce | Kierowca                | CAL | PHI | SAN | SYM | WIN | EAS | LAK | BAR | MAL | ORA | Suma punktów |
| ------- | ----------------------- | --- | --- | --- | --- | --- | --- | --- | --- | --- | --- | ------------ |
| 1       | Glenn Seton             | 80  | 54  | 90  | 70  | 68  | 90  | 30  | 44  | 70  | 72  | 668          |
| 2       | John Bowe               | 50  | 62  | 78  | 50  | 62  | 76  | 82  | 64  | 68  | 16  | 608          |
| 3       | Russell Ingall          | 62  | 82  | 62  | 50  | 86  | 64  | 68  | 48  | 50  | NU  | 572          |
| 4       | Greg Murphy             | 62  | 46  | 30  | 86  | 36  | 16  | 42  | 70  | 86  | 76  | 550          |
| 5       | Larry Perkins           | 38  | 78  | 42  | 50  | 82  | 42  | 54  | 48  | 82  | 32  | 548          |
| 6       | Peter Brock             | 42  | 32  | 28  | 82  | 60  | 58  | 58  | 74  | 24  | 62  | 520          |
| 7       | Dick Johnson            | 14  | 50  | 42  | 22  | 40  | 72  | 68  | 0   | 50  | 36  | 384          |
| 8       | Tony Longhurst          | 18  | 30  | 48  | 32  | 4   | 36  | 62  | 38  | 26  | 64  | 358          |
| 9       | Wayne Gardner           | 82  | 20  | 28  | 66  | 54  | 28  |     |     |     | 54  | 332          |
| 10      | John Faulkner           | 14  | 42  | 38  | 42  | 28  | 34  | 42  | 20  | 18  | 46  | 324          |
| 11      | Alan Jones              | 60  | 60  | 22  | 2   |     | 16  | 26  | 62  | 16  | 54  | 318          |
| 12      | Steven Richards         | 12  | 24  | 26  |     | 9   | 22  | 24  | 42  | 52  | 52  | 263          |
| 13      | Mark Skaife             | 50  |     | 68  |     | 14  | 20  |     |     | 14  |     | 166          |
| 14      | Mark Poole              | 20  | 24  | 24  |     | 16  |     |     | 20  | 34  |     | 138          |
| 15      | Mark Larkham            | 6   | NU  | 4   | 22  | 34  | 6   | NU  | 32  | 12  | 18  | 134          |
| 16      | Terry Finnigan          | 2   | 7   | 0   |     | 20  | 18  | 18  | 20  | 10  | 9   | 122          |
| 17      | Darren Hossack          | 0   | 6   | 0   | NU  | 8   | 7   | 12  | 22  | 6   | 6   | 67           |
| 18      | Steve Ellery            | 26  | 10  | 2   | 20  |     |     |     |     |     |     | 58           |
| 19      | Trevor Ashby            |     | 3   | 3   |     |     | 10  | 26  |     |     | 8   | 50           |
| 20      | Stephen White           |     |     |     |     |     |     |     |     | 16  | 18  | 34           |
| 21      | Jason Bright            |     |     |     | 24  |     |     |     |     |     |     | 24           |
| 22      | Kevin Heffernan         | 0   |     |     |     | 8   | 1   | 12  |     |     |     | 21           |
| 23      | Allan McCarthy          |     |     | 0   |     |     |     |     | 20  |     |     | 20           |
| 24      | Chris Smerdon           | 1   |     |     |     |     |     |     |     | 4   | 14  | 19           |
| 25      | Paul Romano             | NU  | 8   |     |     |     |     | NS  |     |     | 2   | 10           |
| 26      | Steve Reed              | 0   |     |     | 1   | 8   |     |     |     |     |     | 9            |
| 27      | Danny Osborne           | NU  |     |     |     | 1   |     | NU  | 7   | 0   | NU  | 8            |
| 28      | John Trimbole           | NU  | NU  |     |     |     |     | 7   |     |     | NU  | 7            |
| 28      | Kerryn Brewer           |     |     |     |     |     |     | 6   |     | 1   |     | 7            |
| 28      | Melinda Price           |     |     |     |     |     |     |     | 2   |     | 5   | 7            |
| 31      | Grant Johnson           |     |     |     |     |     |     |     | 6   |     |     | 6            |
| 32      | Bob Pearson             |     |     |     |     |     | 3   |     |     |     |     | 3            |
| 33      | Steven Johnson          |     |     | 2   |     |     |     |     |     |     |     | 2            |
| 33      | David "Truckie" Parsons |     |     | 2   |     |     |     |     |     |     |     | 2            |
| 33      | Mike Conway             |     |     |     |     | 1   | NU  | 1   |     |     | NU  | 2            |
| 33      | Greg Crick              |     |     |     |     |     | 2   |     |     |     |     | 2            |
| 33      | Neil Schembri           |     |     |     |     |     | 0   |     |     |     | 2   | 2            |
| 33      | John Briggs             |     |     |     |     |     |     |     |     |     | 2   | 2            |
| 39      | Ray Hislop              |     | 1   | 0   | NU  |     |     |     |     |     |     | 1            |
| 39      | Claude Giorgi           |     |     |     |     |     |     |     |     |     | 1   | 1            |
| Miejsce | Kierowca                | CAL | PHI | SAN | SYM | WIN | EAS | LAK | BAR | MAL | ORA | Suma punktów |

| Klucz punktacji | Klucz punktacji | Klucz punktacji | Klucz punktacji | Klucz punktacji | Klucz punktacji | Klucz punktacji | Klucz punktacji | Klucz punktacji | Klucz punktacji | Klucz punktacji | Klucz punktacji | Klucz punktacji | Klucz punktacji | Klucz punktacji | Klucz punktacji |
| Miejsce         | 1               | 2               | 3               | 4               | 5               | 6               | 7               | 8               | 9               | 10              | 11              | 12              | 13              | 14              | 15              |
| --------------- | --------------- | --------------- | --------------- | --------------- | --------------- | --------------- | --------------- | --------------- | --------------- | --------------- | --------------- | --------------- | --------------- | --------------- | --------------- |
| Punkty          | 30              | 26              | 24              | 22              | 20              | 18              | 16              | 14              | 12              | 10              | 8               | 6               | 4               | 2               | 1               |

Każda runda składała się z trzech krótkich równo punktowanych wyścigów (ok. 40–60 km każdy). Pozycje startowe w pierwszym wyścigu ustalane były każdorazowo poprzez kwalifikacje. Wyniki pierwszego wyścigu były jednocześnie pozycjami startowymi w drugim wyścigu, a wyniki drugiego wyścigu były pozycjami startowymi do trzeciego.
Miejsce zajęte w danej rundzie określano poprzez zsumowanie wszystkich punktów zdobytych podczas danej rundy. W przypadku takiej samej liczby punktów u kierowców wyższe miejsce zajmował ten który zajął wyższą pozycję w trzecim wyścigu. W porównaniu z poprzednim sezonem zwiększono liczbę punktujących zawodników, punkty otrzymywała pierwsza piętnastka zawodników którzy ukończyli wyścig.